# Ước mơ vươn tới một ngôi sao
Ước mơ vươn tới một ngôi sao (Tiếng Hàn: 별은 내가 슴 에) là một bộ phim truyền hình của Hàn Quốc dài 16 tập, được sản xuất vào năm 1997 phát trên kênh truyền hình MBC. Đây là một trong những bộ phim truyền hình hay của Hàn Quốc. Thông qua bộ phim này, nhiều diễn viên Hàn Quốc đã trở nên nổi tiếng như: Ahn Jae Wook, Choi Jin-sil, Cha In Pyo...

## Câu chuyện
Câu chuyện phim xoay quanh hai nhân vật, thứ nhất là một đứa trẻ mồ côi tên là Yun-hee (Choi Jin-sil thủ vai) có tài năng nghệ thuật nhưng không có điều kiện bọc lộ vì hoàn cảnh không cho phép và nhân vật Min Hee, người luôn mơ ước trở thành một ngôi sao ca nhạc nổi tiếng bất chấp sự phản đối của cha mình. Để thực hiện mơ ước của mình, anh dọn ra ở riêng với gia đình.
Min Hee đã gặo yêu một cô gái nghèo là Yun-hee, nhưng sự cách biệt về mặt giai cấp khiến họ đôi lúc phải cách xa nhau. Bên cạnh đó, sự xuất hiện của một người đàn ông giàu có càng khiến cho Min Hee thêm khó khăn trong tình yêu. Cuối cùng bằng tình yêu trong sáng và bản lĩnh thể hiện của mình họ đã đến với nhau và thành công trong sự nghiệp.

## Diễn viên
- Ahn Jae Wook trong vai Min-hee
- Choi Jin-sil trong vai Yun-hee
- Cha In Pyo trong vai Joon-hee
- Park Won Sook trong vai bà Song
- Park Chul trong vai Ban-I
- Maeng Sang Hoon trong vai Kwang-young
- Yoo Tae Woong trong vai Joon-young
- Cùng nhiều diễn viên khác
- Đạo diễn: Lee Jin Suk, Lee Chang Han
- Biên kịch: Ki Kim Ho